# Башилівська сільська рада
Баши́лівська сільська́ ра́да — адміністративно-територіальна одиниця та орган місцевого самоврядування у Близнюківському районі Харківської області. Адміністративний центр — село Башилівка.

## Загальні відомості
- Башилівська сільська рада утворена в 1919 році.
- Територія ради: 63,4 км²
- Населення ради: 818 осіб (станом на 2001 рік)
- Територією ради протікає річка Самара.

## Населені пункти
Сільській раді були підпорядковані населені пункти:
- с. Башилівка
- с. Лугове
- с. Новоіванівка
- с. Новопокровка
- с. Рясне
- с. Софіївка
- с. Червоне

## Склад ради
Рада складалася з 14 депутатів та голови.
- Голова ради: Дяченко Олександр Олександрович
- Секретар ради: Хрикіна Надія Петрівна

### Керівний склад попередніх скликань
| Прізвище, ім'я, по батькові     | Основні відомості                                                         | Дата обрання | Дата звільнення |
| ------------------------------- | ------------------------------------------------------------------------- | ------------ | --------------- |
| Колісниченко Олександр Іванович | Сільський голова, 1977 року народження                                    | 26.03.2006   | 31.10.2010      |
| Дяченко Олександр Олександрович | Сільський голова, 1975 року народження, освіта вища, член Партії регіонів | 31.10.2010   |                 |

Примітка: таблиця складена за даними сайту Верховної Ради України

### Депутати
За результатами місцевих виборів 2010 року депутатами ради стали:

#### За суб'єктами висування
| Суб'єкт висування                                       | Кількість обраних депутатів | %    |
| ------------------------------------------------------- | --------------------------- | ---- |
| Партія регіонів                                         | 10                          | 71,4 |
| Політична партія Всеукраїнське об'єднання «Батьківщина» | 3                           | 21,4 |
| Партія «Відродження»                                    | 1                           | 7,1  |

#### За округами
| № округу                                                | Прізвище, ім'я, по батькові       | Дата визнання обраним | Освіта  | Партійна приналежність                        | Відомості про обраного депутата                     |
| ------------------------------------------------------- | --------------------------------- | --------------------- | ------- | --------------------------------------------- | --------------------------------------------------- |
| Партія «ВІДРОДЖЕННЯ»                                    |                                   |                       |         |                                               |                                                     |
| 2                                                       | Равлик Наталія Михайлівна         | 04.11.2010            | вища    | член Партії «ВІДРОДЖЕННЯ»                     | Башилівська загальноосвітня школа І-ІІ ст., вчитель |
| Партія регіонів                                         |                                   |                       |         |                                               |                                                     |
| 1                                                       | Мороз Петро Михайлович            | 04.11.2010            | середня | член Партії регіонів                          | приватний підприємець                               |
| 3                                                       | Чуріков Олег Володимирович        | 04.11.2010            | середня | член Партії регіонів                          | приватний підприємець                               |
| 4                                                       | Волченко Володимир Петрович       | 04.11.2010            | середня | член Партії регіонів                          | приватний підприємець                               |
| 5                                                       | Чуріков Вадим Володимирович       | 04.11.2010            | вища    | член Партії регіонів                          | приватний підприємець                               |
| 6                                                       | Гадяцький Віталій Петрович        | 04.11.2010            | середня | член Партії регіонів                          | приватний підприємець                               |
| 9                                                       | Самодай Леонід Федорович          | 04.11.2010            | середня | член Партії регіонів                          | приватний підприємець                               |
| 11                                                      | Мірошниченко Алла Василівна       | 04.11.2010            | вища    | член Партії регіонів                          | Башилівська загальноосвітня школа І-ІІ ст., вчитель |
| 12                                                      | Сальниченко Наталія Володимирівна | 04.11.2010            | середня | член Партії регіонів                          | Домогосподарка                                      |
| 13                                                      | Дрох Григорій Егорович            | 04.11.2010            | середня | член Партії регіонів                          | ПСП «Україна», бригадир                             |
| 14                                                      | Глоба Валентина Миронівна         | 04.11.2010            | середня | член Партії регіонів                          | підприємець                                         |
| Політична партія Всеукраїнське об'єднання «Батьківщина» |                                   |                       |         |                                               |                                                     |
| 7                                                       | Смоліна Ніна Григорівна           | 04.11.2010            | середня | член Всеукраїнського об'єднання «Батьківщина» | пенсіонер                                           |
| 8                                                       | Корж Алла Василівна               | 04.11.2010            | середня | член Всеукраїнського об'єднання «Батьківщина» | ПСП «Україна», бухгалтер                            |
| 10                                                      | Хрикіна Надія Петрівна            | 04.11.2010            | середня | член Всеукраїнського об'єднання «Батьківщина» | Башилівська сільська рада, секретар                 |